# Lijst van voetbalinterlands Oostenrijk - Rusland
Deze lijst van voetbalinterlands is een overzicht van alle officiële voetbalwedstrijden tussen de nationale teams van Oostenrijk en Rusland. De landen speelden tot op heden vijf keer tegen elkaar. De eerste ontmoeting, een vriendschappelijke wedstrijd, werd gespeeld op 17 augustus 1994 in Klagenfurt. Het laatste duel, eveneens een vriendschappelijke wedstrijd, vond plaats in Innsbruck op 30 mei 2018.

## Wedstrijden
| № | Plaats     | Datum            | Competitie           | Wedstrijd            | Uitslag |
| - | ---------- | ---------------- | -------------------- | -------------------- | ------- |
| 1 | Klagenfurt | 17 augustus 1994 | Vriendschappelijk    | Oostenrijk – Rusland | 0 – 3   |
| 2 | Graz       | 25 mei 2004      | Vriendschappelijk    | Oostenrijk – Rusland | 0 – 0   |
| 3 | Wenen      | 15 november 2014 | EK 2016 kwalificatie | Oostenrijk − Rusland | 1 − 0   |
| 4 | Moskou     | 14 juni 2015     | EK 2016 kwalificatie | Rusland − Oostenrijk | 0 − 1   |
| 5 | Innsbruck  | 30 mei 2018      | Vriendschappelijk    | Oostenrijk − Rusland | 1 − 0   |

## Samenvatting
| Competitie        | Totaal gespeeld | Winst Oostenrijk | Gelijk | Winst Rusland | Doelsaldo Oostenrijk – Rusland |
| ----------------- | --------------- | ---------------- | ------ | ------------- | ------------------------------ |
| EK-kwalificatie   | 2               | 2                | 0      | 0             | 2 − 0                          |
| Vriendschappelijk | 3               | 1                | 1      | 1             | 1 − 3                          |
| Totaal            | 5               | 3                | 1      | 1             | 3 − 3                          |

## Details

### Eerste ontmoeting
| Vriendschappelijk (Klagenfurt, Oostenrijk, 17 augustus 1994): |       |                                                                    |
| Oostenrijk                                                    | 0 – 3 | Rusland                                                            |
|                                                               | goals | 43' Vladimir Bestsjastnych 53' Joeri Nikiforov 83' Igor Simutenkov |

### Tweede ontmoeting
| Vriendschappelijk (Graz, Oostenrijk, 25 mei 2004): |       |         |
| Oostenrijk                                         | 0 – 0 | Rusland |
|                                                    | goals |         |

### Derde ontmoeting
| EK 2016 kwalificatie (scheidsrechter Martin Atkinson, Wenen, 15 november 2014): |              | |
| Oostenrijk | 1 – 0        | Rusland |
| Rubin Okotie 73' | goals        | |
| Marcel Koller | bondscoach   | Fabio Capello |
| Robert Almer Florian Klein Christian Fuchs Aleksandar Dragović 86' Martin Hinteregger Zlatko Junuzović Stefan Ilsanker Christoph Leitgeb Martin Harnik Marc Janko 59' Marko Arnautović 90+2' | opstellingen | Igor Akinfejev Vasili Berezoetski Sergej Parsjivljoek Sergej Ignasjevitsj Dmitri Kombarov Roman Sjirokov 75' Viktor Fajzoelin Denis Gloesjakov 56' Denis Tsjerysjev Aleksandr Kokorin 81' Oleg Sjatov |
| Rubin Okotie 59' Sebastian Prödl 86' Marcel Sabitzer 90+2' | wissels      | 56' Aleksej Ionov 75' Artjom Dzjoeba 81' Alan Dzagojev |
| Martin Hinteregger 65' | gele kaarten | 10' Denis Gloesjakov 71' Sergej Parsjivljoek |

### Vierde ontmoeting
| EK 2016 kwalificatie (scheidsrechter Milorad Mažić, Moskou, 14 juni 2015): |              | |
| Rusland | 0 – 1        | Oostenrijk |
| | goals        | 33' Marc Janko |
| Fabio Capello | bondscoach   | Marcel Koller |
| Igor Akinfejev Vasili Berezoetski 12' Igor Smolnikov Ivan Novoseltsev Joeri Zjirkov Dmitri Kombarov 71' Roman Sjirokov Oleg Ivanov 46' Denis Gloesjakov Oleg Sjatov Aleksandr Kokorin | opstellingen | Robert Almer Florian Klein Christian Fuchs Aleksandar Dragović Martin Hinteregger 86' Zlatko Junuzović Julian Baumgartlinger Stefan Ilsanker 65' Martin Harnik 75' Marc Janko Marko Arnautović |
| Nikita Chernov 12' Aleksej Mirantsjoek 46' Aleksandr Kerzjakov 71' | wissels      | 65' Marcel Sabitzer 75' Rubin Okotie 86' Sebastian Prödl |
| Aleksandr Kokorin 80' | gele kaarten | 87' Florian Klein |